# Tom Bombadil
Tom Bombadil er en betydende biperson i J. R. R. Tolkiens trilogi om Ringenes Herre. Han optræder i den første bog i trilogien, "Ringenes Herre - Eventyret om Ringen", og er ligeledes hovedperson i to af digtene i bogen "Tom Bombadils Eventyr" ("The Adventures of Tom Bombadil"), henholdsvis titeldigtet "Tom Bombadils Eventyr" og "Tom Bombadils Sejlads" ("Bombadil Goes Boating"). Han optræder også i et tredje digt, "Der Var Engang" ("Once Upon a Time"). Han er et mystisk væsen, der besidder stærke kræfter, der især viser sig ved at han er fuldstændig uberørt af Herskerringen. Hans natur blev aldrig beskrevet præcist af Tolkien selv; siden har talrige forfattere forsøgt at besvare det spørgsmål, Frodo stiller to gange i Ringenes Herre: "Hvem er Tom Bombadil?" 

## Oprindelse og optræden i historien
Personen Tom Bombadil havde sin oprindelse i et maleri af et skovlandskab, "Den Hollandske Dukke", ("Dutch doll"), der tilhørte Tolkiens næstældste søn Michael Hilary Reuel (1920 – 1984), eller måske mere generelt alle Tolkiens fire børn. Humphrey Carpenter, der har skrevet Tolkiens biografi, fortæller at Tolkiens ældste søn John en dag smed maleriet i toilettet fordi han ikke brød sig om det, men at billedet kunne reddes. Det er sandsynligt, at Tolkien begyndte at fortælle historier om Bombadil for sine børn hen mod slutningen af 1920'erne, men disse blev aldrig nedskrevet, bortset fra enkelte linjer, der beskriver Tom Bombadil med sine vigtigste egenskaber fuldt udviklet allerede; han er et væsen "fuld af vigør og selvsikkerhed", klædt i en blå vest, gule støvler og en spids hat med en blå fjer. Et digt, som senere blev kaldt "oprindelsen til Tom Bombadil" af Tolkien, er ligeledes blevet fundet fra omtrent samme periode.
Den første udgivne tekst, der nævner Bombadil, er digtet "Tom Bombadils Eventyr", der blev udgivet den 15. februar 1934. I digtet møder Tom Bombadil Goldberry, der senere bliver hans hustru, den ondsindede træ-skabning Old Man Willow og folket, der bebor højene Barrow-downs – alt sammen hændelser, der lægger op til steder eller begivenheder i den første bog af Eventyret om Ringen. Disse eventyr lader til at være hændelser, der er inspirerede af de historier, Tolkien fortalte sine børn. Det gamle piletræ Old Man Willow kan ligeledes være opstået ud af Arthur Rackhams illustrationer, som Tolkien holdt meget af.
Oven på den succes, han oplevede med udgivelsen af sin roman Hobbitten i 1937, begyndte Tolkien at opleve behov for en efterfølger. Da han var "bange for, at han ikke havde mere at fortælle om hobbitterne" foreslog han sin redaktør, Stanley Unwin, at skrive en historie med Tom Bombadil som hovedperson, men allerede inden han fik svar på dette var han gået i gang med at arbejde på første kapitel af Ringenes Herre. Under alle omstændigheder besluttede Tolkien sig hurtigt for at inkludere Tom Bombadil i sin nye roman, eftersom han er nævnt i noter dateret til starten af 1938. Selv om Hobbiternes oplevelser (at blive taget til fange af Old Man Willow og senere af gravhøjens ånder) ligger tæt op ad Toms i Tom Bombadils Eventyr, så er den barnlige tone, der kendetegner digtet, erstattet af en mere højtidelig tone i bogen, hvorfor Bombadil ligeledes får en mere højtidelig fornemmelse. Tilsvarende klassificerer Tolkien i sine overvejelser Bombadil som én af de Oprindelige, og da dette er et af de træk, der identificerer Tom stiller Frodo spørgsmålet om, hvem han er.

## Beskrivelse og historie
Da Bombadil første gang dukker frem i Ringenes Herre høres der en sang, inden han kommer til syne. Dette er et vigtigt element af karakteren, der selv blev født i et digt; Thomas Allan Shippey bemærker at størstedelen af Toms replikker har poetiske træk. Således benytter han sig ofte af allitterationer og rim, så "man kan forstå ordenes rytme uden at de nogensinde fremstår præfabrikerede eller kunstige." Han tilskriver dette træk i karakteren, at han stammer fra en epoke, "hvor magien ikke havde behov for troldmandens stav, men opstod blot af ord", og henviser til Kalevala'en, som Tolkien satte stor pris på.
Denne første optræden sker på et kritisk tidspunkt, hvor Merry og Pippin er fanget af Pilemanden (Old Man Willow), og hvor Frodo og Sam er ved at opgive håbet om at redde dem. Netop da dukker Tom op og med en tryllesang får han grenene til at slippe deres tag i de to hobbitter. Tolkien beskriver ham som større end en hobbit, men for lille til at være et menneske, klædt i store gule støvler, en blå vest og en hat prydet med en lang, blå fjer. Denne fjer har sin helt egen historie; den optræder første gang i i førsteudgaven af digtet "Tom Bombadils Eventyr", hvor det er en påfuglefjer. Senere bliver fjeren til en svanefjer, mens digtet "Tom Bombadils Sejlads" beskriver, hvordan han får fat i fjeren fra en isfugl.
Efter redningen inviterer Tom Bombadil hobbitterne hjem til sig, hvor de møder hans kone Goldberry. Det er hende, Frodo først stiller spørgsmålet "hvem er Tom Bombadil," hvortil hun svarer: "Det er ham [...] Det er ham, som I har set. Han er Skovens Herre, Vandets og Højens Herre."